# Resolutie 125 Veiligheidsraad Verenigde Naties
Resolutie 125 van de Veiligheidsraad van de Verenigde Naties werd op 5 september 1957 met unanimiteit van stemmen aangenomen door de elf leden van de Veiligheidsraad van de Verenigde Naties.

## Inhoud
De Veiligheidsraad had de aanvraag van de Federatie van Malakka (tegenwoordig Maleisië) voor het lidmaatschap van de Verenigde Naties bestudeerd, en beval de Algemene Vergadering aan om de Federatie van Malakka het VN-lidmaatschap te verlenen.

## Verwante resoluties
- Resolutie 121 Veiligheidsraad Verenigde Naties (Japan)
- Resolutie 124 Veiligheidsraad Verenigde Naties (Ghana)
- Resolutie 131 Veiligheidsraad Verenigde Naties (Guinea)
- Resolutie 133 Veiligheidsraad Verenigde Naties (Kameroen)

Lijst ·  122 ·  123 ·  124 ·  125 ·  126